# Ophiomyia hirticeps
Ophiomyia hirticeps är en tvåvingeart som beskrevs av Malloch 1934. Ophiomyia hirticeps ingår i släktet Ophiomyia och familjen minerarflugor. Inga underarter finns listade i Catalogue of Life.